# Paso a paso (álbum de Servando & Florentino)
Paso a paso es el nombre del tercer álbum de estudio grabado por el dúo venezolano Servando & Florentino. En el álbum se encuentra la salsa que caracteriza al dúo en un par de canciones, pero esta vez probando con nuevos géneros que se fusionan con pop como por ejemplo la canción de rock fusionada con ska y reggae "Más suave", la balada romántica "Dímelo", y otras canciones de pop flamenco como "Qué será de mí", la canción con detalles de soft rock "Lloraré por ella" etc. También están canciones movidas de dance combinadas con influencias latinas (del Caribe y de Europa) como "Tú amor".

## Recepción
A lo largo del tiempo este ha sido catalogado como el peor álbum de los hermanos Primera, gracias a su pobre recaudación. Este hecho pudo ser causado por la mezcla de distintos géneros musicales ajenos al público del dúo como por ejemplo el ska o el rock ya que en sus trabajos anteriores se enfocaban más que todo en la salsa y las baladas.
Este álbum puede ser tomado como un fracaso ya que no logró ni siquiera entrar en los charts de Billboard pero en Venezuela el primer sencillo y canción homónima del álbum, "Paso a Paso" fue bien recibida al igual que el segundo single "Qué Será de Mí" gracias a una gran promoción en dicha nación.

## Lista de canciones
| Paso a paso |                       |                                        |          |  |
| N.º         | Título                | Escritor(es)                           | Duración |  |
| 1.          | «Paso a paso»         | Servando Primera                       | 4:26     |  |
| 2.          | «Rumba en mi corazón» | Servando Primera · Yasmil Marrufo      | 4:08     |  |
| 3.          | «Dímelo»              | Yasmil Marrufo                         | 4:28     |  |
| 4.          | «Tu amor»             | Servando Primera · Yasmil Marrufo      | 3:52     |  |
| 5.          | «¿Qué será de mí?»    | Yasmil Marrufo                         | 4:36     |  |
| 6.          | «Lloraré por ella»    | Servando Primera Yasmil Marrufo        | 3:46     |  |
| 7.          | «Más suave»           | Servando Primera                       | 3:56     |  |
| 8.          | «No te vayas ahora»   | Pedro Castillo · Sandro Liberatoscioli | 4:09     |  |
| 9.          | «Donde estará»        | Ricardo Montaner · Yasmil Marrufo      | 4:38     |  |
| 10.         | «Esa niña»            | Servando Primera · Yasmil Marrufo      | 4:50     |  |